# Telecomunicações de Mato Grosso
Telecomunicações de Mato Grosso S/A (TELEMAT) foi a empresa operadora de telefonia do sistema Telebras no estado de Mato Grosso antes do processo de privatização em julho de 1998.

## História
Fundada no estado de Mato Grosso em 1972, atendeu o estado de Mato Grosso do Sul até 1986, quando foi criada a Telecomunicações de Mato Grosso do Sul (TELEMS).
Após o processo de privatização em 1998, as operações de telefonia fixa foram absorvidas pela Brasil Telecom (atual Oi).